# Strada statale 746 Sant'Angelo-Montelabbate
La strada statale 746 Sant'Angelo-Montelabbate (SS 746) è una strada statale italiana il cui percorso si sviluppa nelle Marche. La strada presenta un percorso parallelo alla strada statale 423 Urbinate, risalendo il fiume Foglia sulla sponda orientale, da Pesaro fino a Montelabbate ed oltre.

## Percorso
La strada ha origine dal centro abitato di Pesaro dal quale esce in direzione sud-ovest. Attraversa quindi le frazioni di Villa Fastiggi e Chiusa di Ginestreto, prima di raggiungere il comune di Montelabbate.
Il tracciato quindi prosegue fino a giungere alla località di Morciola (sita nel comune di Vallefoglia), dove la strada si innesta sulla strada statale 423 Urbinate.

## Storia
La strada era tradizionalmente classificata come strada provinciale 30 Sant'Angelo-Montelabbate (SP 30); è stata poi oggetto del cosiddetto piano Rientro strade, per cui la competenza dei due tronchi è passata all'ANAS il 24 ottobre 2018 la quale la ha provvisoriamente classificata come nuova strada ANAS 505 S.P. 30 Sant'Angelo-Montelabbate (NSA 505).
La strada ha ottenuto la classificazione attuale nel corso del 2019 con i seguenti capisaldi di itinerario: "Fine del centro abitato di Pesaro (Incrocio Via Solferino/Via G. D'Arezzo) - Innesto con la S.S. n. 423 nei pressi di Loc. Morciola". Per quanto riguarda il chilometraggio, si è mantenuto quello storico della SP 30, con la particolarità quindi di avere origine al km 1,446 poiché il tratto iniziale della SP 30 era ormai diventato strada comunale.

## Strada statale 746 dir Sant'Angelo-Montelabbate
La strada statale 746 dir Sant'Angelo-Montelabbate (SS 746 dir) è una strada statale italiana. Rappresenta una diramazione della SS 746 che permette il collegamento alla strada statale 423 Urbinate evitando l'attraversamento del centro abitato di Morciola, frazione di Vallefoglia.
La strada ha ottenuto l'attuale classificazione nel corso del 2021 coi seguenti capisaldi di itinerario: "Innesto con la S.S. n. 746 c/o la rotatoria Molino Ruggeri - Innesto con la S.S. n. 423 c/o rotatoria Morciola 1".